# Melaneama ni
Melaneama ni là một loài bướm đêm thuộc phân họ Arctiinae, họ Erebidae.